# David Moscow
David Raphael Moscow (* 14. November 1974 in New York City) ist ein US-amerikanischer Schauspieler.
Seine erste Hauptrolle bekam er im Film Big im Jahr 1988. 2003 bekam er eine Hauptrolle im Film Honey. Moscow war von Oktober 2004 bis März 2007 mit der Schauspielerin Kerry Washington verlobt.

## Filmografie (Auswahl)
- 1988: Big
- 1992: Newsies – Die Zeitungsjungen (Newsies)
- 1993: White Wolves – Verloren in der Wildnis (White Wolves: A Cry in the Wild II)
- 1998: Cool Girl (Girl)
- 2001: Unterwegs mit Jungs (Riding in Cars with Boys)
- 2003: Voll verheiratet (Just Married)
- 2003: Honey
- 2005: Nearing Grace
- 2005: David and Layla
- 2008: Crash and Burn

## Weblink
- David Moscow bei IMDb

| Personendaten    | Personendaten                               |
| ---------------- | ------------------------------------------- |
| NAME             | Moscow, David                               |
| ALTERNATIVNAMEN  | Moscow, David Raphael (vollständiger Name)  |
| KURZBESCHREIBUNG | US-amerikanischer Schauspieler              |
| GEBURTSDATUM     | 14. November 1974                           |
| GEBURTSORT       | New York City, New York, Vereinigte Staaten |